# Parapryg alogus
Parapryg alogus (лат.) — ископаемый вид насекомых монотипического рода Parapryg из семейства Surijokocixiidae (Hemiptera). Пермский период (около 252 млн лет, вятский ярус, Недуброво, Россия, Вологодская область).

## Описание
Длина переднего крыла 6 мм (длина тела предположительно около 1 см), жилка R простая и не слитая в основании с жилкой M.
Вид был впервые описан по отпечаткам крыла в 2014 году российскими палеоэнтомологами Д. С. Аристовым и А. П. Расницыным (Палеонтологический институт РАН, Москва) в составе семейства Prygidae (отряд Eoblattida). Видовое название происходит от слова alogus (нелепый). Таксон демонстрирует сходство как с отрядом Eoblattida, так и с уховёртками Forficulida (подотряд
Protelytrina). В том же 2014 году вид и семейство были перенесены в отряд Cnemidolestida.
После нового анализа отпечатков переднего крыла, позднее, в 2016 году, было предложено перенести этот вид в состав семейства Surijokocixiidae (Fulgoroidea, Homoptera; Щербаков, 2016).